# 單聲道

1.0 聲音，單聲道。

單聲道（常見簡寫為 Mono）是以單個聲道來重現聲音。它只用了一個麥克風，一個揚聲器，或是耳機、並聯揚聲器，並從同樣的訊號路徑送入訊號，在並聯揚聲器中，雖有多個揚聲器，但每個揚聲器送入的仍是同一訊號。
單聲道在娛樂方面已被立體聲所取代。不過它仍繼續用於：
- 無線電話通訊系統
- 電話網路
- 助聽器的感应线圈
- 模拟电视

## 歷史
當立體聲錄音和再現技術已開始實驗時，從19世紀後期，留聲機的早期時代，一直到20世紀下半，當時幾乎所有的錄音都是單聲道。
以單聲道為標準的：
- 留聲機圓筒
- 留聲機的唱片錄音，如 78 rpm 以及稍早的 16 2/3、33 3/3 和 45 rpm 密紋唱片。
- AM無線電

相容單聲道和立體聲標準的有：
- 晚期錄音（1960 年，單聲道錄音才完全消失）。
- 盤式錄音帶
- MiniDisc
- 卡式錄音帶
- FM（AM偶爾也有）無線電廣播
- VCR 格式（NICAM 立體聲）
- TV（NICAM 立體聲）

儘管在製造商之間已有普遍的實踐，不過仍有不使用單聲道的：
- 匣式錄音帶（英语：8-track tape）
- CD

這類媒體的單聲道錄音，會被分成兩份一樣的內容。

## 參閱
- 兩耳錄音